# Височанський Олександр Григорович
 Височа́нський Олекса́ндр Григо́рович (нар.9 грудня 1957, с. Антонівка, Томашпільський район, Вінницька область — український поет, сатирик-гуморист. Член Національної спілки журналістів України, Національної спілки письменників України (1999).

## Біографія
Народився 9 грудня 1957 р. у с. Антонівка Томашпільського району Вінницької області. Після закінчення у 1977 р. сільської школи працював до 1984 р. друкарем Томашпільської районної друкарні. Опісля спеціального навчання у Києві був інженером протипожежних робіт, головою районного добровільного протипожежного товариства (1986—2000). Згодом — кореспондент районного радіо (2003—2007), потім — на творчій роботі. Обирався депутатом Томашпільської районної ради.

## Літературна діяльність
Працює в жанрі ліричної поезії, сатири й гумору, пише вірші для дітей. Друкується від 1978 р. у журналах «Перець», «Вус», «Дзвін», «Барвінок», «Пізнайко», «Мурзилка», «Малятко», «Хлібороб України». Твори видавалися у близько двадцяти колективних збірках та періодиці.

Автор збірок лірики:

| - «Не любить затінку душа» (1993); - «Солов'ї на калині» (1995); - «Подих світанку» (2001); - «Рятуй мене, Боже!»; | - «Вінок сонетів Божої любові» (2008); - «Летюча криниця» (2010); - «Поцілунок троянди» (2011). |

Збірки гумору і сатири:

| - «Йду з Томашполя й сміюся» (1991); - «Триндирички» (2001); | - «Опозиційний комар» (2008); - «Дідів заповіт» (2011). |

Книжки віршів для дітей:

| - «Муравлик Землю загубив» (1993); - «Впіймав струмочок місяця»(1996); - «Місяць коників пасе» (2000); | - «Академіквус Мурло і Мурчик-Позіхай» (2003); - «Книжечка нова про старі дива» (2016). |

Окремі твори друкувалися російською, молдавською, польською мовами та покладені на музику.

Учасник республіканської та останньої Всесоюзної наради молодих літераторів (1989).

## Премії
- Всеукраїнська літературно-мистецька премія імені Степана Руданського (1995);
- Дипломант Вінницька область обласного конкурсу сатири та гумору імені Степана Руданського (2003);
- Всеукраїнська літературна премія імені Михайла Коцюбинського (2022) у номінації «Дитяча література» за збірку віршів «Книжечка нова про старі дива».[5]